# Château de Montigny-le-Roi
Le château de Montigny-le-Roi est un ancien château fort qui était situé sur la commune de Val-de-Meuse, à 20 km au nord-est de Langres et à 30 km au sud-est de Chaumont, dans le département de la Haute-Marne en région Grand Est. Il a été entièrement détruit en 1636 pendant la guerre de Trente Ans.

## Localisation

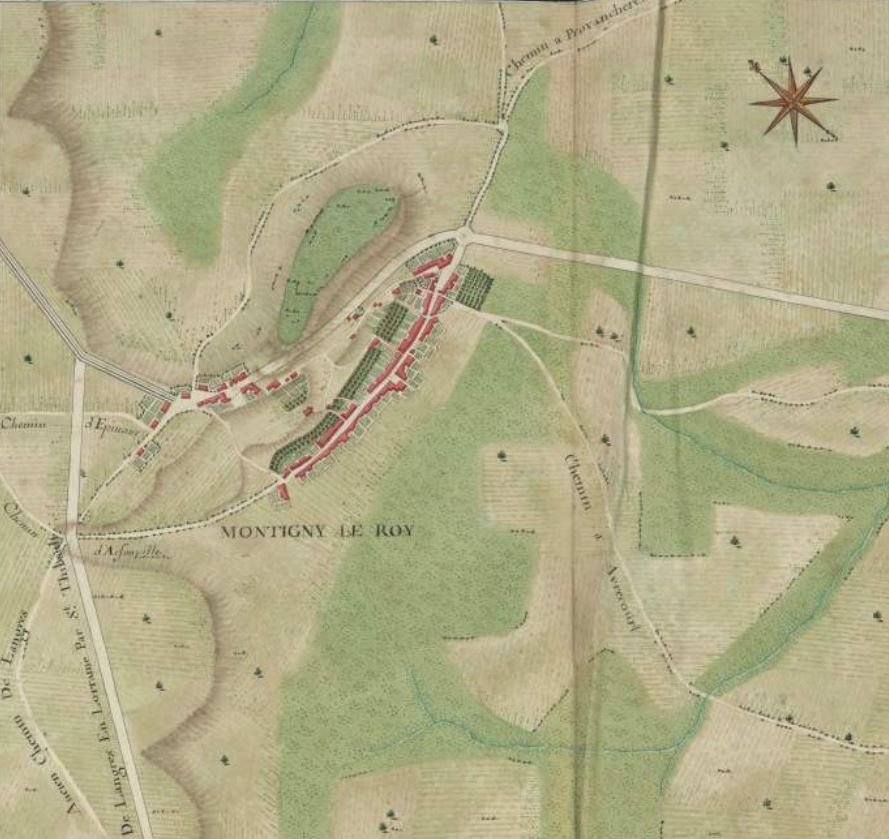
Montigny-le-Roi sur l'Atlas de Trudaine, datant de la deuxième moitié du XVIIIe siècle.

Le château de Montigny-le-Roi est construit sur un éperon bordant la voie romaine allant de Langres à Toul et est situé dans une ancienne région appelée Bassigny.
À cet emplacement existait probablement depuis l'antiquité une station dans laquelle s'arrêtaient les voyageurs et les pèlerins. C'est à la fin du Xe siècle ou au début du XIe siècle que cette station est transformée en un prieuré de l'ordre de Saint-Benoît, placé sous le vocable de Sainte Marie-Madeleine et dépendant de l'abbaye Saint-Bénigne de Dijon, sous l'impulsion de l'abbé Guillaume qui y envoie douze religieux du consentement de l'évêque de Langres,.
Situé en haut de l'éperon, le prieuré jouxte les murs d'enceinte du château de Montigny et les deux forment l'origine du village de Montigny.

## Historique

### Fondation

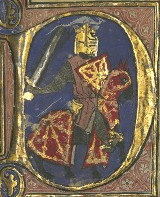
Le comte de Champagne Thibaut IV.

Le comte de Champagne Thibaut IV, et avant lui sa mère, la comtesse régente Blanche de Navarre, acquièrent Montigny en plusieurs étapes.
Tout d'abord par l'intermédiaire de l'évêque de Langres Guillaume de Joinville qui achète en 1217 la portion appartenant à l'abbaye Saint-Bénigne de Dijon, comprenant notamment le prieuré. Plus tard la même année, il s'associe avec le comte Thibaut IV pour y installer une prévôté et y faire construire une forteresse à frais communs. À cette période, Montigny n'est encore qu'un embryon de village qui ne possède ni four ni moulin,.
Puis en avril 1219, à l'issue de la guerre de succession de Champagne, Simon IV de Clefmont qui s'était rebellé contre l'autorité comtale, est vaincu par la comtesse Blanche et est obligé de se soumettre. Pour cela, il est contraint de lui céder ses droits sur Montigny ainsi que sur Ageville.
Enfin, en avril 1223, Simon de Passavant vend au comte Thibaut IV tout ce qu'il possède à Montigny. Ce n'est qu'à partir de ce moment que la construction de la forteresse peut enfin démarrer,.
Mais Thibaut IV souhaite être le seul maître de la place forte, aussi en juillet 1239 il échange ses droits sur Condes contre la moitié de Montigny que possède l'évêque de Langres Robert de Thourotte. De plus, Thibaut étant également roi de Navarre, la forteresse et le village de Montigny prennent alors le nom de Montigny-le-Roi,. Le prieuré adossé aux remparts est alors transféré vers l'église paroissiale qui vient d'être construite.

### À travers les guerres

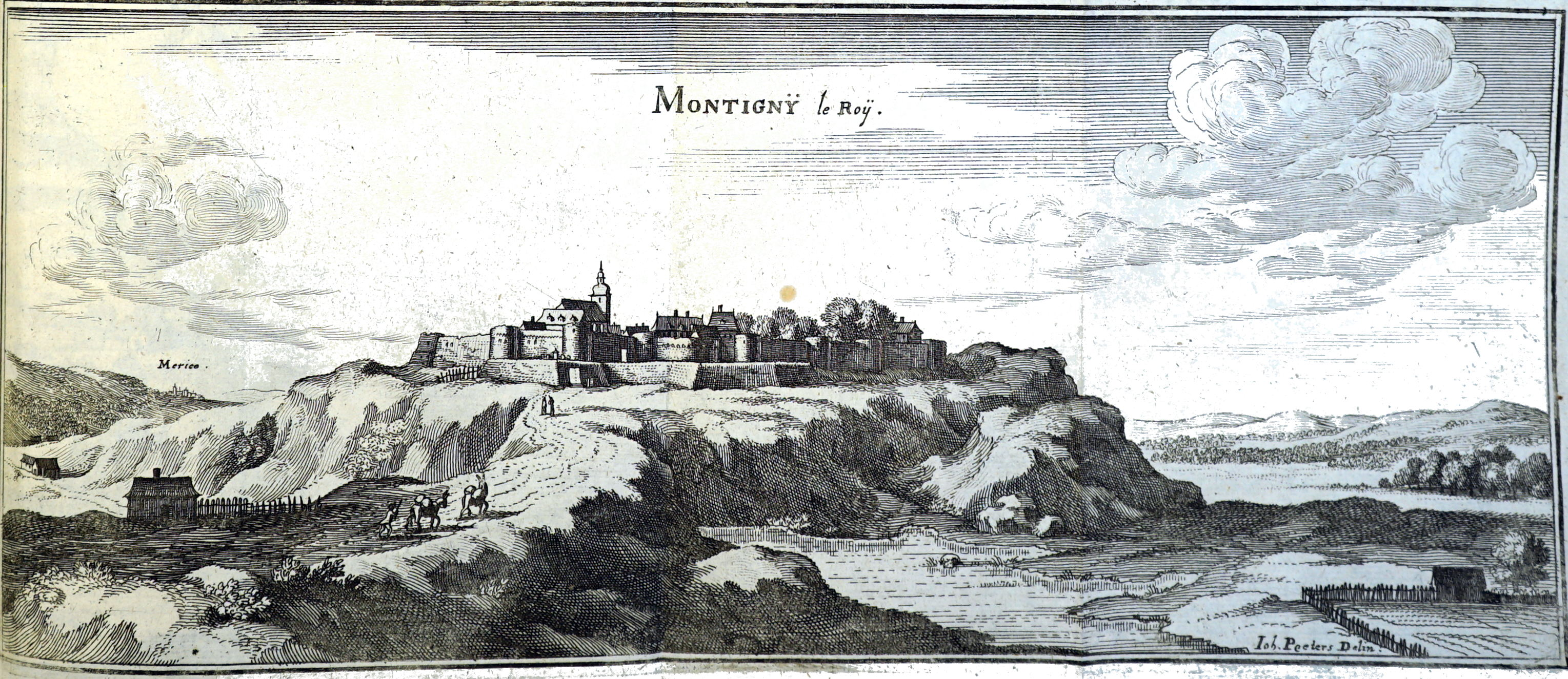
Le château de Montigny-le-Roi, dessin extrait du Topographia Galliæ datant du milieu du XVIIe siècle.

Pendant la guerre de Cent Ans, la forteresse de Montigny-le-Roi est prise par les Anglais qui la conservent pendant dix années, avant qu'en 1436 Jean de Vergy les chasse. Louis XII fait renforcer les défenses du château, comme le roi François Ier le fait également par la suite.
En 1523, le château est menacé par les Autrichiens qui détenaient déjà celui de Coiffy mais ils sont repoussés par Claude de Lorraine. Lors des guerres de Religion, le château est attaqué en vain en 1591 par les Ligueurs, mais ceux-ci réussissent à le prendre l'année suivante et parviennent à la garder jusqu'en 1594.

### Destruction
En 1604, le château est encore gardé par trente-cinq hommes du régiment royal de Champagne, mais le roi Henri IV craint qu'il ne serve de lieu de retraite aux ennemis du Royaume et le fait démanteler. Puis pendant la guerre de Trente Ans, il est entièrement détruit en 1636.
De nos jours, il ne reste plus rien du château. Mais sur les cartes actuelles ainsi que sur le cadastre, la colline porte encore encore le nom Le Château, sur lequel est installé un terrain de camping.

## Annexes

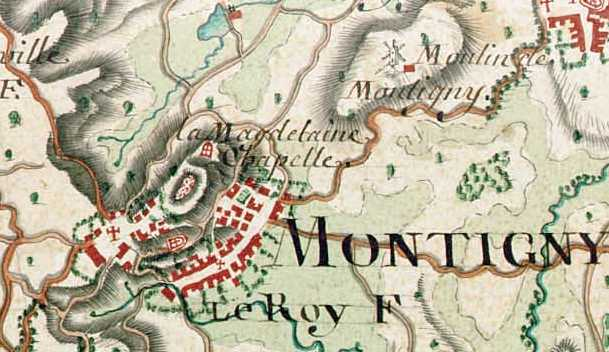
Montigny-le-Roi sur la carte des Naudin, datant du milieu du XVIIIe siècle.